# Adelsprivileg
Die Adelsprivilegien sind Privilegien, die dem Stand des Adels vorbehalten sind. Der Stand des Adels ist in Deutschland und Österreich abgeschafft worden, sodass es in diesen Ländern heute keine Adelsprivilegien mehr gibt.

## Geschichte
Die Adelsprivilegien veränderten sich im zeitlichen Verlauf und unterschieden sich auch lokal. Oftmals waren diese Privilegien nicht nur ausschließlich dem Stand des Adels zugesprochen worden, sondern ebenfalls auch dem geistlichen Stand. Die letzten Adelsprivilegien auf deutschem Boden wurden mit der Weimarer Verfassung von 1919 und dem Gleichheitsgrundsatz endgültig abgeschafft. Seitdem sind Adelstitel nur noch im Nachnamen präsent.

## Beispiele von Privilegien
Nach folgend ist eine unvollständige Liste mit Adelsprivilegien dargestellt:
- Steuerfreiheit auf adelige Güter
- eigene Gerichtsbarkeit
- Jagdrecht
- eigenes Erbrecht
- Entbindung von der Wehrpflicht
- Anspruch auf Ehrerbietung
- Rotwachsfreiheit